# Amiota curvistyla
Amiota curvistyla är en tvåvingeart som beskrevs av Toyohi Okada 1971. Amiota curvistyla ingår i släktet Amiota och familjen daggflugor. Inga underarter finns listade i Catalogue of Life.